# Trhonice
Trhonice (německy Tirhonitz) jsou vesnice v Kraji Vysočina, administrativně část městyse Jimramova v okrese Žďár nad Sázavou. Ves leží severně od Trhonického potoka, který zde tvoří historickou zemskou hranici s Moravou.
Zástavba Trhonic, rozkládající se v centrální části katastrálního území Trhonice, tvoří místní část městyse Jimramova a náleží tudíž k okresu Žďár nad Sázavou v kraji Vysočina. Součástí katastru Trhonic je i osada Benátky, ležící západně od vsi, v těsném sousedství se zástavbou vlastního Jimramova, jehož místní část rovněž tvoří.
V roce 2001 zde žilo trvale 97 obyvatel a bylo zde 43 domů. Vsí prochází silnice III. třídy do Nedvězího a Ubušína. Katastrem vsi pak prochází silnice II. třídy z Nového Města na Moravě přes Jimramov do Poličky.
Autobusové spojení má ves s Jimramovem a Bystřicí nad Pernštejnem. Název je odvozen nejspíše z hanlivého slova „trhoň“, které označovalo toho, kdo se trhá – ze slovesa trhat, prudce hýbat, smýkat, rvát, a znamenal ves lidí Trhoňových nebo ves trhoňů.

## Historie
První písemná zmínka o vsi pochází z roku 1474 v listině, ve které král Vladislav Jagellonský potvrzuje purkmistru i konšelům města Poličky veškerá privilegia, která jim byla udělena, a také držení vesnic, které pod město přísluší.
V roce 1547 byly Trhonice dány pod správu rychmburského panství, neboť majitel vsi – město Polička se zúčastnilo povstání proti králi Ferdinandovi I. a feudální majetek jí byl zkonfiskován. Město jej vykoupilo až v roce 1558. S výjimkou let 1620–1628 zůstaly Trhonice pod feudální správou města Poličky až do roku 1848.
V roce 1850 se staly součástí okresu Litomyšl, od roku 1855 okresu Polička. V roce 1940 byly připojeny do okresu Litomyšl, v letech 1945–1960 opět v okrese Polička, poté v okrese Žďár nad Sázavou. V roce 1964 byly Trhonice sloučeny s Jimramovem. Součástí obce Trhonice byla vždy také osada Benátky, která je dnes, stejně jako Trhonice součástí městyse Jimramov.
V roce 1879 byl založen hasičský sbor. V 1. světové válce padlo 12 místních občanů, pomník jim byl odhalen 26. srpna 1928. V letech 1933–1934 byla provedena elektrifikace obce, v roce 1949 připojen i telefon.
JZD bylo v obci založeno v roce 1952, postupně se přidala někdy i pod různými hrozbami většina zemědělců. V letech 1954–1955 byla postavena nová budova pro MNV.
| Rok            | 1869 | 1880 | 1890 | 1900 | 1910 | 1921 | 1930 | 1950 | 1961 | 1970 | 1980 | 1991 | 2001 |
| -------------- | ---- | ---- | ---- | ---- | ---- | ---- | ---- | ---- | ---- | ---- | ---- | ---- | ---- |
| Počet obyvatel | 224  | 268  | 269  | 293  | 261  | 268  | 256  | 178  | 189  | 162  | 153  | 117  | 97   |

## Památky
Ve vsi se nachází několik zajímavých statků, které pochází z 19. století a jsou zdobeny bohatým štukovým dekorem (čp.1, 10, 11, 18, 20, 22, 27, 31).

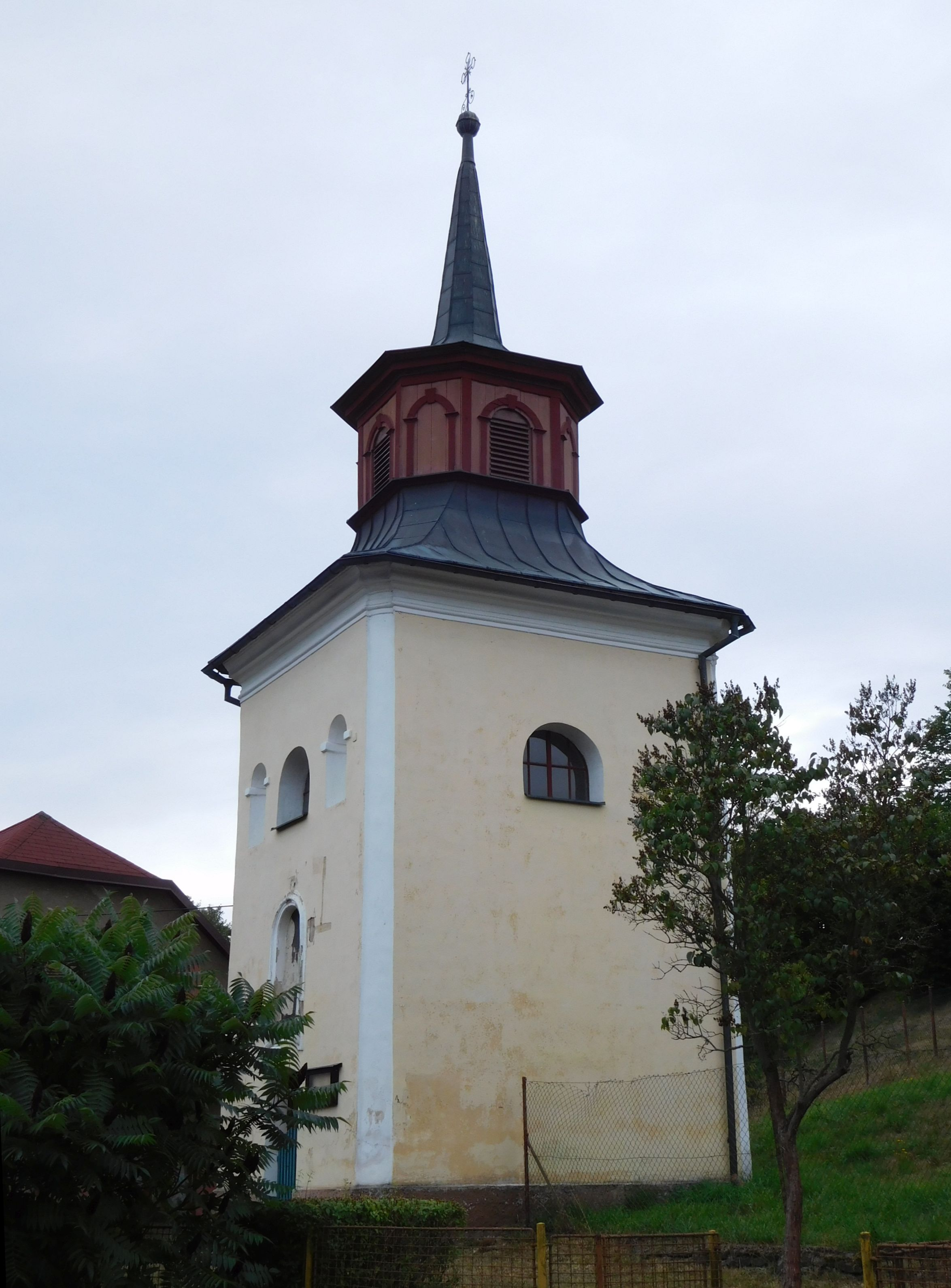
Zvonice Panny Marie

### Kaple Panny Marie
Významnou památkou je kaple Panny Marie, podle letopočtu v průčelí pochází z roku 1756. Je to hranolová stavba na čtvercovém půdorysu, sklenutou křížovou klenbou a ukončená dřevěnou věžičkou. Větší opravy kaple proběhly v letech 1957 a 1991. Raritou je zvonění - není klasickým zvonem, ale zvuk zvonů je pouštěn z reproduktorů.

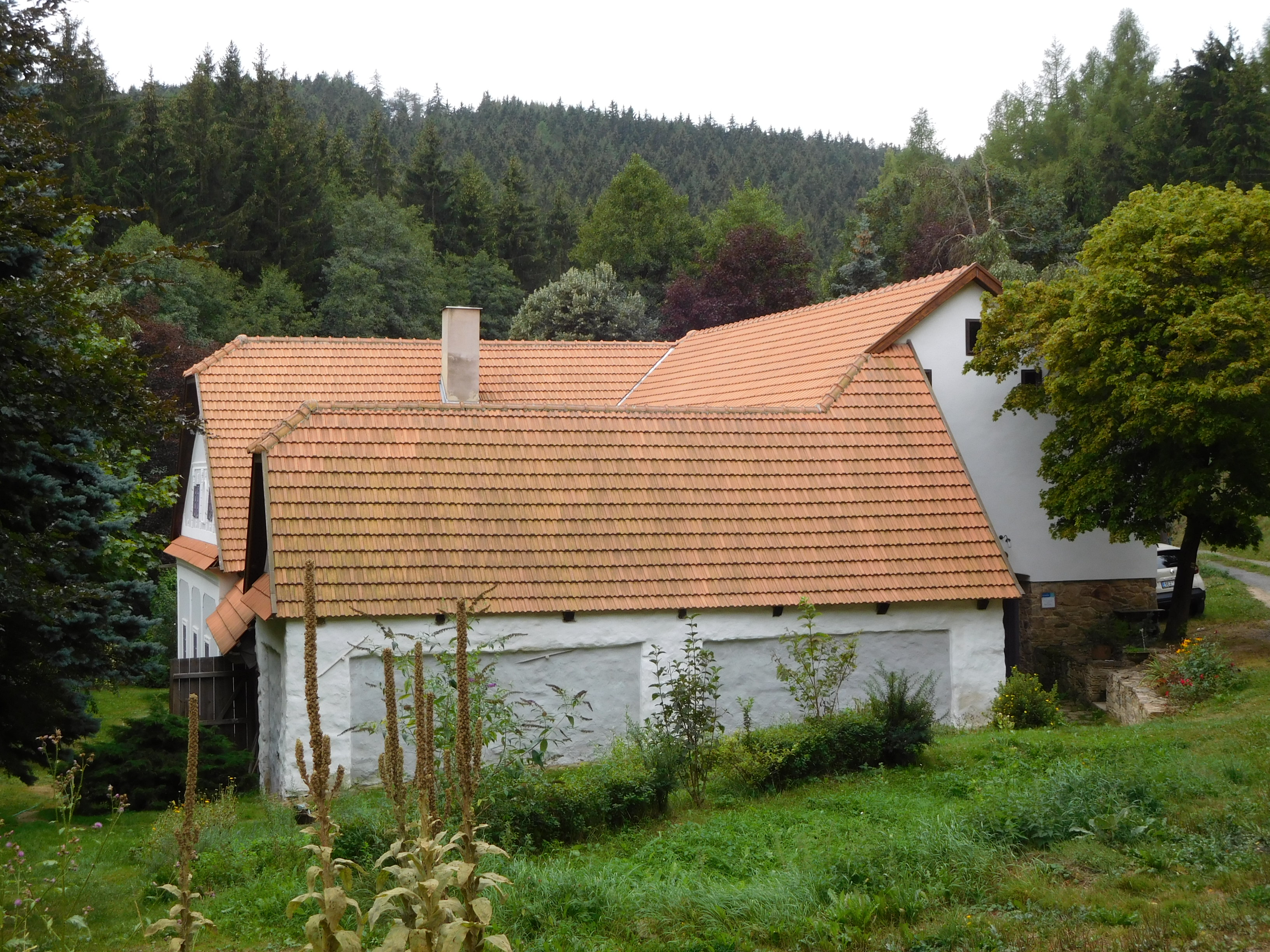
Mlýn (č.p. 15)

### Mlýn
Na konci obce, u Trhonického potoka, dodnes stojí zachovaný vodní mlýn, doložený již v roce 1552, tehdy byl jeho majitelem Petr Mlynář. Jeho rod se na mlýně udržel prý až do roku 1690. Po tomto rodě byl mlynářem Matěj Chochol, od roku 1700 Jiří Teska a v roce 1740 koupil mlýn Václav Ehrenberger, jehož potomci mlýn vlastnili až do 20. století.
Od roku 1782 byla u mlýna pila a olejna. Současný mlýn je ve stavu po přestavbě v roce 1843, mlýn měl tři mlýnská složení, poháněná vodním kolem na horní vodu, druhé vodní kolo pohánělo pilu. V roce 1908 byl vodní pohon nahrazen naftovým motorem. Ve mlýně se pracovalo do roku 1941, původní technologické zařízení se dochovalo dosud. V současnosti je ovšem mlýn značně zchátralý a potřeboval by nutnou údržbu, patří na seznam ohrožených stavebních památek.

### Boží muka
Stojí při silnici do Nedvězího, byla zhotovena v roce 1991 místním občanem Jiřím Poulem. Natáčelo se zde několik obrazů z jednoho dílu seriálu Četnické humoresky.

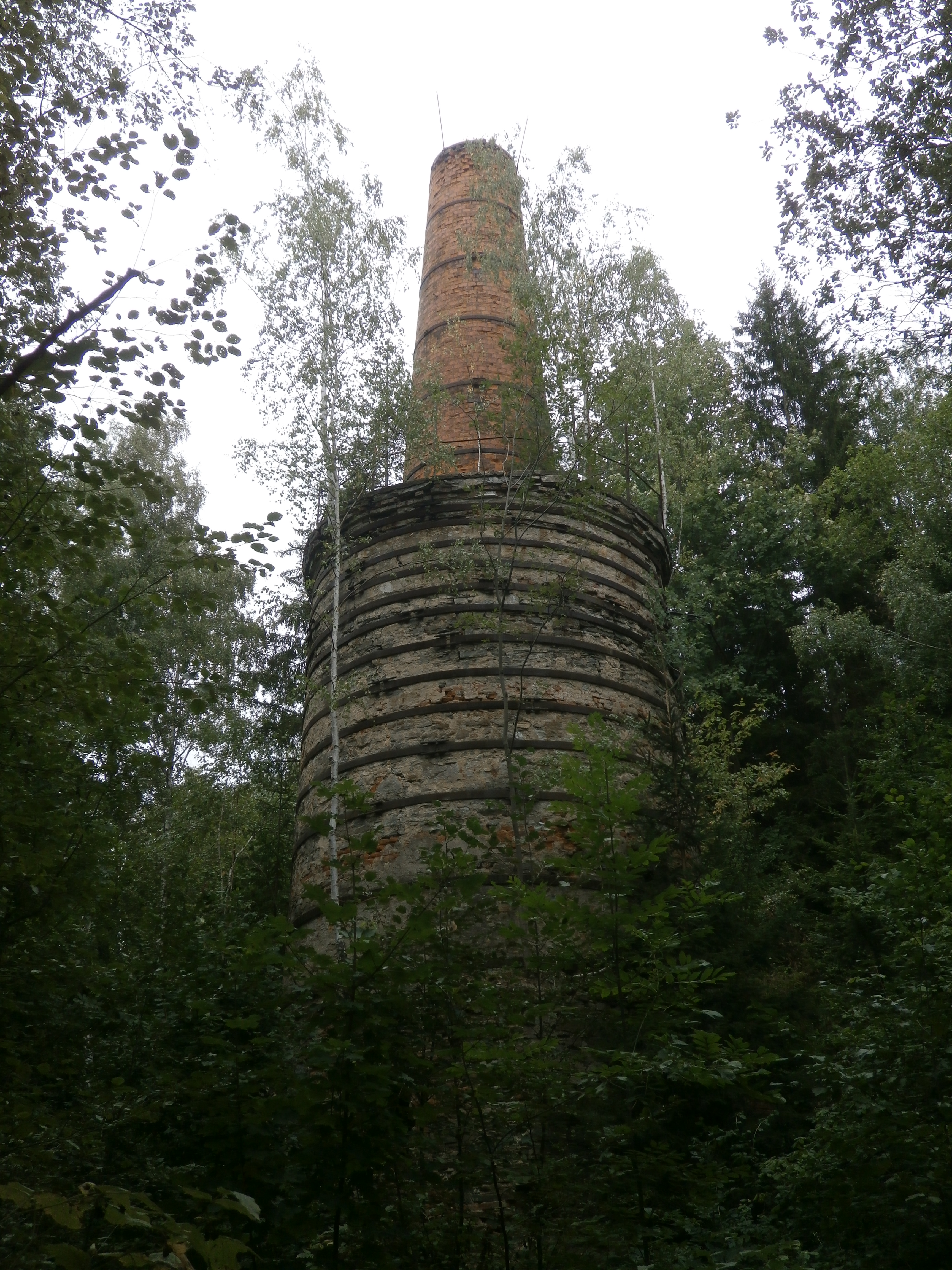
Komín bývalé vápenky

### Chládkova vápenka
Nachází se u silnice mezi Jimramovem a Korouhví a sloužila ke zpracování vápna, které se v okolí městyse těžilo. K ukončení provozu došlo v roce 1958, roku 1962 proběhla rekonstrukce objektu, ale k obnovení provozu už nedošlo. V současnosti z ní zbývá pouze pec s průměrem 7 metrů a komín.